# 491년

## 연호
- 남제(南齊) 영명(永明) 9년
- 북위(北魏) 태화(太和) 15년

## 기년
- 남제(南齊) 무제(武帝) 9년
- 북위(北魏) 효문제(孝文帝) 21년
- 신라(新羅) 소지 마립간(炤知麻立干) 13년
- 고구려(高句麗) 장수왕(長壽王) 79년 / 문자명왕(文咨明王) 원년
- 백제(百濟) 동성왕(東城王) 13년

## 사건
- 고구려,  장수왕 98세의 일기로 세상을 떠남.  조다의 아들이자 장수왕의 손자 나운이 문자명왕으로 왕의 자리에 오름.

## 사망
- 음력 10월 4일 - 가락국의 제8대 국왕 질지왕.
- 고구려(高句麗)의 20대 태왕(太王) 장수왕(長壽王)